# Vojislav Vranjković
Vojislav Vranjković este un jucător sârb de fotbal liber de contract. A jucat în România printre altele la Pandurii Târgu Jiu și Dinamo București.

## Cariera
Și-a început cariera la FK Srem, în 1998. În 2002 a semnat pentru FK Obilić, echipă din Belgrad. În 2003 a venit trecerea la FK Glasinac Sokolac din Bosnia și Herțegovina. A rămas apoi în Bosnia și a jucat un sezon la FK Drina Zrvornik și altul la FK Rudar Ugljevik, înainte de a reveni la Obilić.
În ianuarie 2006 a trecut în România și a semnat pentru Pandurii Târgu Jiu. A avut evoluții remarcabile, marcând cinci goluri în 28 de meciuri și a fost remarcat de FC Dinamo București care l-a achiziționat iarna următoare și alături de care a devenit campion al României. În sezonul 2007/08 a jucat sub form de împrumut la Ceahlăul Piatra Neamț. Odată cu retrogradarea echipei în Liga II, mijlocașul sârb a revenit la Dinamo, unde a evoluat însă mai mult la echipa a doua a clubului.
În septembrie 2010 s-a reîntors la Pandurii Târgu Jiu, dar a rămas doar patru luni, perioadă în care a jucat în trei meciuri, două ca rezervă. În ianuarie 2011 și-a reziliat contractul cu gorjenii.